# DSM-Firmenich
DSM-Firmenich (gestileerd als dsm-firmenich) is op 20 april 2023 ontstaan door een fusie van het Nederlandse bedrijf Koninklijke DSM en het Zwitserse bedrijf Firmenich.

## Activiteiten
DSM-Firmenich heeft ruim 300 vestigingen in meer dan zestig landen. In 2024 behaalde het bedrijf een omzet van € 12,8 miljard.
De activiteiten zijn verdeeld over vier onderdelen, met tussen haakjes de gebruikte afkortingen van de onderdelen in het Engels:
- Parfumerie & Schoonheid (P&B), grondstoffen voor persoonlijke verzorgingsproducten;
- Gezondheid, voeding en verzorging (HNC), gezondheidsproducten met name op het gebied van voeding;
- Smaak, textuur en gezondheid (TTH), ingrediënten voor voedsel en dranken;
- Voeding en gezondheid van dieren (AHN), ingrediënten voor diervoeding en gezondheid.

De omzet is redelijk gelijkmatig verdeeld over deze vier activiteiten, al is HNC wel de kleinste van de vier gemeten naar de omzet. AHN valt op door een relatief lage winstmarge en DSM-Firmenich heeft in februari 2024 besloten dit bedrijfsonderdeel af te stoten.

### Resultaten
De omzet in 2023 was € 12,3 miljard, dit is op pro-forma basis dus alsof de combinatie het hele jaar heeft bestaan. De hoge nettowinst in 2023 was mede het gevolg van de verkoop van Engineering Materials aan Advent International en Lanxess voor € 3,85 miljard. De boekwinst op deze transactie was € 2,8 miljard.
| Jaar | Omzet        | EBITDA       | Netto-resultaat | Werknemers |
| Jaar | (×€ miljoen) | (×€ miljoen) | (×€ miljoen)    | Werknemers |
| ---- | ------------ | ------------ | --------------- | ---------- |
| 2023 | 10.627       | 810          | 2153            | 29.301     |
| 2024 | 12.799       | 1991         | 280             | 28.214     |

Op 30 mei 2024 werd het nieuwe hoofdkantoor DSM-Firmenich te Maastricht officieel geopend door koningin Máxima.
In februari 2025 bereikte het overeenstemming met Novonesis. Deze neemt Feed Enzymes Alliance, een onderdeel van AHN over, voor € 1,5 miljard. De verkochte activiteiten behaalde in 2024 een omzet van 300 miljoen euro. Novonesis blijft voedingsenzymen leveren aan de ANH. De verkoop van de rest van AHN wordt hiermee gemakkelijker.
ABN AMRO · Adyen · AEGON · Ahold Delhaize · AkzoNobel · ArcelorMittal · ASMI · ASML · ASR Nederland · Besi · DSM-Firmenich · Exor · Heineken · IMCD · ING · KPN · NN Group · Philips · Prosus · Randstad · RELX · Shell · Unilever · Universal Music Group · Wolters Kluwer
AB Inbev ·
ABN AMRO ·
Accor ·
ADP ·
Adyen ·
AEGON ·
Ageas ·
Ahold Delhaize ·
AIB ·
Air Liquide ·
Airbus ·
Aker BP ·
AkzoNobel ·
ArcelorMittal ·
Argenx ·
ASMI ·
ASML ·
ASR Nederland ·
AXA ·
Banca Mediolanum ·
Banco BPM ·
Bank of Ireland ·
BioMérieux ·
BNP Paribas ·
Bouygues ·
Bureau Veritas ·
Capgemini ·
Carrefour ·
Crédit Agricole ·
Danone ·
Dassault Systèmes ·
DNB ·
DSM-Firmenich ·
EDP ·
Eiffage ·
Enel ·
ENGIE ·
Eni ·
Equinor ·
EssilorLuxottica ·
Eurofins Scientific ·
Euronext ·
Ferrari ·
FinecoBank ·
Galp Energia ·
Generali ·
Heineken ·
ING ·
Intesa Sanpaolo ·
INWIT ·
Ipsen ·
J. Martins ·
KBC ·
Kering ·
Kerry ·
Kingspan ·
Kongsberg Gruppen ·
KPN ·
Legrand ·
Leonardo ·
LVMH ·
Mediobanca ·
Michelin ·
Moncler ·
Mowi ·
NN Group ·
Norsk Hydro ·
Orange ·
Pernod Ricard ·
Philips ·
Poste Italiane ·
Prosus ·
Prysmian ·
Publicis ·
Recordati ·
Renault ·
Ryanair ·
Safran ·
Saint-Gobain ·
Sanofi ·
Schneider Electric ·
Shell ·
Snam ·
Société Générale ·
Sodexo ·
Stellantis ·
STMicroelectronics ·
Telenor ·
Tenaris ·
Terna ·
Thales ·
TotalEnergies ·
UCB ·
UMG ·
Unibail-Rodamco-Westfield ·
UniCredit ·
Unipol ·
Veolia Environnement ·
VINCI ·
Wolters Kluwer